# Trouville-la-Haule
Trouville-la-Haule is een gemeente in het Franse departement Eure (regio Normandië) en telt 697 inwoners (2004). De plaats maakt deel uit van het arrondissement Bernay.

## Geografie
De oppervlakte van Trouville-la-Haule bedraagt 12,3 km², de bevolkingsdichtheid is 56,7 inwoners per km².
De onderstaande kaart toont de ligging van Trouville-la-Haule met de belangrijkste infrastructuur en aangrenzende gemeenten.

## Demografie
Onderstaande figuur toont het verloop van het inwonertal (bron: INSEE-tellingen).